# Achim Post

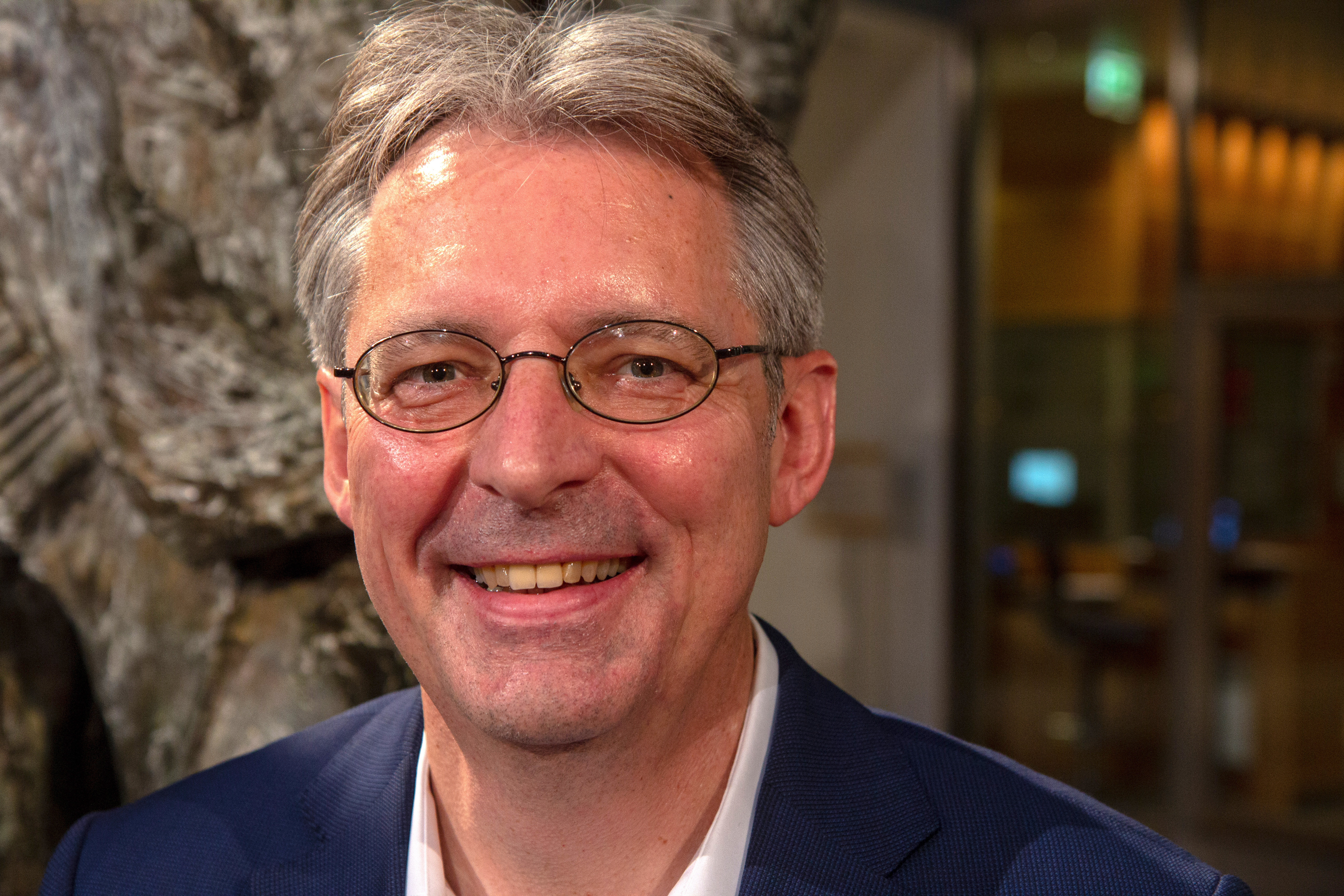
Achim Post (2018)

Achim Post (* 2. Mai 1959 in Rahden) ist ein deutscher Politiker (SPD). Er ist seit dem 26. August 2023 neben Sarah Philipp Co-Vorsitzender der SPD Nordrhein-Westfalen.
Er war von 2002 bis 2012 stellvertretender Bundesgeschäftsführer der SPD und von 2012 bis 2023 Generalsekretär der Sozialdemokratischen Partei Europas (SPE). Von 2013 bis 2025 war er Mitglied des Deutschen Bundestages, von 2017 bis 2025 als einer der stellvertretenden Vorsitzenden der SPD-Bundestagsfraktion. Seit 2023 ist er einer der fünf stellvertretenden Parteivorsitzenden der SPD.

## Leben
Post wuchs in Espelkamp auf, wo er 1978 sein Abitur am Söderblom-Gymnasium ablegte. Nach dem Zivildienst begann er 1980 ein Studium der Soziologie mit dem Schwerpunkt Öffentliche Verwaltung an der Universität Bielefeld, das er 1986 mit dem Diplom abschloss. Von 1986 bis 1990 arbeitete er als wissenschaftlicher Mitarbeiter für die Bundestagsabgeordneten Hans-Jürgen Wischnewski, Kurt Vogelsang und Dieter Heistermann und von 1990 bis 1999 war er als Referent, Büroleiter und Geschäftsführer der SPD-Gruppe im Europäischen Parlament tätig. Post ist evangelisch, verheiratet, hat zwei Kinder und lebt in Berlin. Sein Bruder ist der Filmregisseur Dietmar Post.

## Partei
Er bezeichnet Willy Brandt als prägend. Seinetwegen trat er 1976 in die SPD ein. Von 1999 bis 2013 leitete er die Abteilung Internationale Politik beim SPD-Parteivorstand und von 2002 bis 2012 war er stellvertretender Bundesgeschäftsführer der SPD. Bei der Bundestagswahl 2009 kandidierte er als Direktkandidat im Bundestagswahlkreis Minden-Lübbecke I, unterlag aber dem CDU-Kandidaten Steffen Kampeter. Kampeter wurde damit Nachfolger von Lothar Ibrügger, der den Wahlkreis für die SPD bis 2009 vertreten hatte.
Anfang Oktober 2012 wurde Post zum Generalsekretär der Sozialdemokratischen Partei Europas (SPE) gewählt. Dieses Amt hatte er bis zum 11. November 2023 inne.
Bei der Bundestagswahl 2013 kandidierte Post erneut als Direktkandidat im Wahlkreis Minden-Lübbecke I. Er verlor den Wahlkreis erneut gegen Steffen Kampeter, zog aber über die Landesliste in den Bundestag ein. Am 23. September 2015 erfolgte Achim Posts Wahl zum Vorsitzenden der NRW-Landesgruppe in der SPD-Bundestagsfraktion. Bei der Bundestagswahl 2017 gewann er im Wahlkreis Minden-Lübbecke I das Direktmandat. Am 5. Dezember 2017 wurde Post zum stellvertretenden Vorsitzenden der SPD-Bundestagsfraktion für die Bereiche Europa, Haushalt und Finanzen gewählt, das er bis 2025 innehat.
Im 19. Deutschen Bundestag von 2017 bis 2021 war Post ordentliches Mitglied im Gemeinsamen Ausschuss. Zudem gehörte er als stellvertretendes Mitglied dem Finanzausschuss, dem Haushaltsausschuss, dem Vermittlungsausschuss sowie dem Ausschuss für die Angelegenheiten der Europäischen Union an.
Am 26. August 2023 wurde er neben Sarah Philipp zum Co-Vorsitzenden der SPD Nordrhein-Westfalen gewählt. Noch im selben Jahr, am 8. Dezember 2023, erfolgte seine Wahl zum stellvertretenden Bundesvorsitzenden der SPD.
Bei der Bundestagswahl 2025 trat Post nicht erneut an. Im März und April 2025 gehörte Post zu den Teilnehmern an den Koalitionsverhandlungen zwischen CDU/CSU und SPD 2025.

## Nebeneinkünfte
Anfang 2014 tauchte Post auf der Liste der Bundestagsabgeordneten mit den höchsten Nebeneinkünften auf Platz elf auf. Nach Informationen von Abgeordnetenwatch.de verdiente Post zusätzlich zu seiner Tätigkeit im Parlament 75.000 Euro dazu und war damit der am besten verdienende Abgeordnete aus den Reihen der SPD-Fraktion. Grund war seine Tätigkeit als Generalsekretär der Sozialdemokratischen Partei Europas. Seit Oktober 2014 übte Post die Tätigkeit unentgeltlich aus.